# Jean de Lattre de Tassigny
Jean de Lattre de Tassigny, GCB, MC (francês: [ʒɑ̃ də latʁ də tasiɲi], 2 de fevereiro de 1889 - 11 de janeiro de 1952) foi um destacado comandante militar francês na Segunda Guerra Mundial e na Primeira Guerra da Indochina, postumamente promovido a Marechal de França.
Como oficial durante a Primeira Guerra Mundial, ele lutou em várias batalhas, incluindo Verdun, e foi ferido cinco vezes. Ao final da guerra, ele havia recebido 8 citações, a Légion d'honneur e a Cruz Militar. Durante o período entreguerras, ele participou de campanhas no Marrocos e foi ferido novamente em ação. Em seguida, ele seguiu no Estado-Maior francês, e como comandante de um regimento.
No início da Segunda Guerra Mundial, ele se tornou o mais jovem general francês. Ele liderou sua divisão durante a Batalha da França, nas batalhas de Rethel, Champagne-Ardenne e Loire, e até o armistício de 22 de junho de 1940. Durante o regime de Vichy, ele permaneceu no Exército do Armistício, primeiro em postos de comando regionais, depois como comandante-em-chefe de tropas na Tunísia. Após o desembarque das forças aliadas no norte da África, em 11 de novembro de 1942, os alemães invadiram a Zona Livre. De Lattre, então comandante da 16ª Divisão Militar em Montpellier, recusou as ordens de não lutar contra os alemães e foi o único general a ordenar suas tropas a se oporem aos invasores. Ele foi preso, mas no final de 1943 escapou e depois desertou para a França Livre, de Charles de Gaulle. De 1943 a 1945, ele foi um dos principais líderes do Exército de Libertação, comandando as forças que desembarcaram no sul da França em 15 de agosto de 1944, e que depois lutaram até o rio Reno e o Danúbio. Ele foi o único general francês da Segunda Guerra Mundial a comandar um grande número de tropas americanas, quando o XXI Corps foi anexado ao seu Primeiro Exército, durante a batalha do Bolsão de Colmar. Ele também foi o representante francês em Berlim, durante a capitulação alemã em 8 de maio de 1945.
Comandante-em-Chefe das Forças Francesas na Alemanha em 1945, depois Inspetor General das Forças Armadas Francesas e, desde 1947, Chefe do Estado-Maior-General da Defesa Nacional, De Lattre foi também Vice-Presidente do Conselho Supremo de Guerra francês.
De 1948 a 1950 ele serviu como comandante-chefe das forças terrestres da União Ocidental. Reorientado para a guerra na Indochina, em 1951 ele ocupou sucessivamente os postos de Alto Comissário, Comandante-em-chefe na Indochina e Comandante-em-Chefe do Corpo Expedicionário do Extremo Oriente francês, vencendo várias batalhas contra o Việt Minh. Seu único filho foi morto lá, e em seguida sua saúde o obrigou a voltar para Paris, onde ele morreu de câncer em 1952. Durante seu funeral de estado, De Lattre foi elevado postumamente à dignidade de Marechal de França.

## Origens

Brasão da família De Lattre de Tassigny.

Jean Joseph Marie Gabriel de Lattre de Tassigny nasceu no seio de uma família aristocrática, em Mouilleron-en-Pareds, na região da Vendée. A comuna em que nasceu é a mesma em que nascera, décadas antes, aquele que viria a ser o líder francês na Primeira Guerra Mundial, Georges Clemenceau.
De 1898 a 1904, ele se preparou para a Escola Naval Francesa e depois para a academia de Saint-Cyr, onde ele foi cadete de 1909 a 1911, graduando-se em 5º lugar na turma Mauritanie. Na sequêcia, ele entrou para a École de cavalerie em Saumur.

## Primeira Guerra Mundial
Em 1912 foi promovido a sous-lieutenant e incorporado ao 12e Régiment de Dragons. Começada a guerra, ele foi ferido pela primeira vez em 11 de agosto de 1914, por estilhaços de uma explosão durante uma missão de reconhecimento. Em 14 de setembro ele foi novamente ferido por uma lança de um Ulano, enquanto liderava a carga de sua tropa de dragões. Enfraquecido pelo ferimento, ele foi salvo do cativeiro por um oficial do 5e Régiment de Hussards. Por esses episódios, ele foi convidado a juntar-se à Légion d'honneur, em 20 de dezembro de 1914.
Em 1915 De Lattre de Tassigny foi promovido a capitão no 93e Régiment d'Infanterie e lutou na Batalha de Verdun por 16 meses, sofrendo 5 ferimentos, pelos quais recebeu 8 citações e a Cruz Militar. Consequentemente, ele foi então designado para o 2º escritório do Estado-Maior general da 21e division d'infanterie.

## Entreguerras
Em 1919, ele foi designado para a seção franco-americana em Bordeaux, e depois para o 49e Régiment d'Infanterie em Baiona. De 1921 a 1926 De Lattre de Tassigny serviu no Marrocos e participou de várias batalhas, onde foi ferido, recebeu três citações e foi promovido ao posto de chef de battaillon.
De 1927 a 1929, ele fez outros cursos no Colégio de Guerra, onde recebeu a honra cerimonial de chefe da turma de graduação. Em 1928, ele foi designado para o 5e Régiment d'Infanterie.
Em 1931, ele foi designado para o escritório do Chefe do Estado-Maior do Exército. Com o posto de tenente-coronel, ele foi designado para a gestão de pessoal do quartel-general do général Maxime Weygand. Nesse posto ele foi encarregado principalmente de seguir as políticas internacionais estrangeiras, a política interna e os desafios de iniciativas complexas de orçamentos militares. Com a aposentadoria de Weygand, que atingiram a idade de aposentadoria compulsória, De Lattre foi mantido no cargo, sob o comando do général Alphonse Joseph Georges. Em 1935, Ele foi promovido a coronel e nomeado comandante 151e Régiment d'Infanterie. Entre 1937 e 1938, ele fez novos cursos no Centro de Estudos Militares Superiores, uma instituição voltada à formação de generais). Em 1938 De Lattre tornou-se chefe de gabinete do governador militar de Estrasburgo.

## Segunda Guerra Mundial

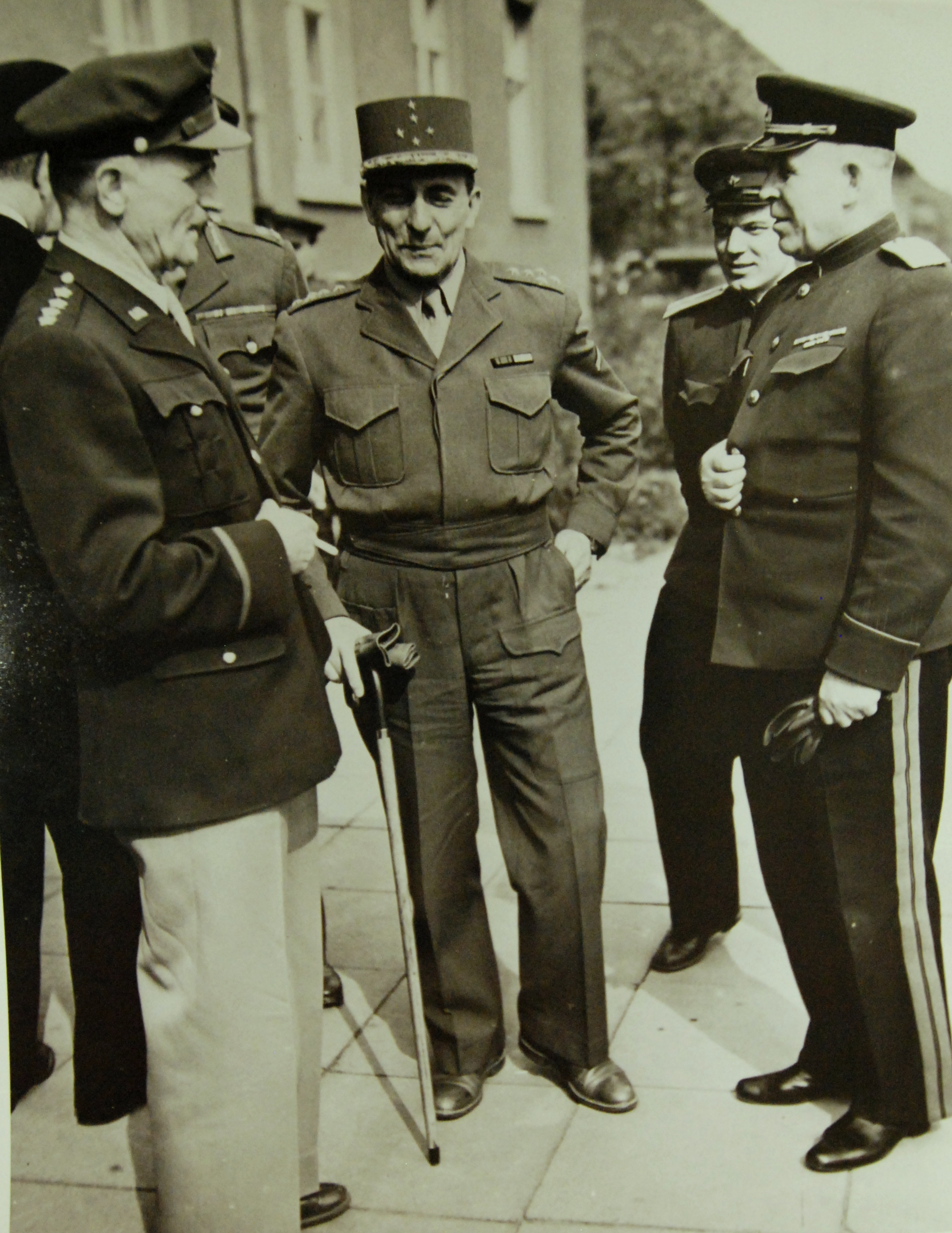
Oficiais aliados se reúnem para discutir assinatura dos termos de rendição da Alemanha após a Segunda Guerra Mundial

### Batalha da França
Promovido ao general de brigada em 22 de março de 1939, o mais novo général da França, De Lattre de Tassigny foi subseqüentemente feito chefe do pessoal na sede geral do 5º exército, em 3 de setembro de 1939. Em janeiro de 1940, ele assumiu o comando da 14ª Divisão de Infantaria enfrentando os alemães em Rethel, onde sua divisão resistiu por um mês inteiro, três vezes repelindo ataques inimigos à beira do rio Aisne. A divisão continuou a lutar em Champagne-Ardenne, em Mourmelon, e então conduziu ações no Marne, na Yonne, no Loire e no Nièvre. A 14ª Divisão manteve a coesão militar no meio do caos que tomava conta do exército francês, e um oficial alemão comparou a sua resistência à Batalha de Verdun.

### Exército de Vichy
Após o armistício de 22 de junho de 1940, ele permaneceu no exército de Vichy, e de julho de 1940 a setembro de 1941 ele foi o ajudante do general responsável pela 13ª Divisão Militar de Clermont-Ferrand e comandante militar de Puy-de-Dôme. Durante esses tempos complexos, De Lattre teve um papel importante em manter a coesão, a confiança e a disciplina militares. Nessa época, ele implementou diretrizes do governo, acreditando que o regime do marechal Philippe Pétain estava agindo em defesa do interesse nacional. Empenhado em incentivar os jovens, ele abriu várias escolas de campo e centros de instrução militar - construídos por alsacianos e soldados - com o objetivo de produzir oficiais e generais capazes, treinados em trabalho em equipe e capazes de difundir sua experiência. Promovido a general de divisão, ele foi feito comandante-chefe das tropas do protetorado da Tunísia, onde abriu outro centro de instrução militar. Após um período de quatro meses, do final de setembro de 1941 a 2 de fevereiro de 1942, ele foi chamado de volta à França após uma disputa com seu superior Alphonse Juin. Voltando para a França, De Lattre assumiu a 16ª Divisão Militar, baseada em Montpellier. Após os desembarquesaliados no norte da África francesa, em 8 de novembro de 1942, a Alemanha ocupou o sul da França e desmantelou o Exército de Vichy. De Lattre permaneceu preso por vários meses.

### Juntando-se a De Gaulle
Depois de conseguir fugir para Londres, em setembro de 1943, De Lattre foi para Argel e se juntou aos Franceses Livres. Ele foi promovido ao posto de général d'armée em 11 de novembro de 1943, por Charles de Gaulle. Em dezembro de 1943, ele comandou o Exército Francês B, formado em 31 de julho de 1943 com tropas das Forças Francesas Livres e do Exército da África (Armée d'Afrique), e com voluntários. Mais uma vez ele abriu outro centro de treinamento em Argel. O exército de De Lattre libertou a ilha de Elba, nos dias 17 e 19 de junho de 1944.

### Operação Dragão
Como comandante do Exército B, ele ajudou nos preparativos da Operação Dragão, que aconteceria em 15 de agosto, algumas semanas depois da Operação Overlord, na Normandia. As sete divisões de De Lattre (quase 256 000 homens), juntamente com três divisões dos EUA, Forças Especiais e Forças Aéreas, compunham o 7º Exército dos EUA do General Alexander Patch.
Com os VI e VII Corpos dos EUA, De Lattre e seus comandantes, principalmente os generais Antoine Béthouart, Edgard de Larminat (substituído em 31 de agosto de 1944, por Joseph de Goislard de Monsabert), desembarcaram na Provença em 15 de agosto de 1944. De Lattre participou, com as Forças Francesas do Interior, nas batalhas de Toulon (27 de agosto) e Marselha (29 de agosto). A liberação desses dois portos marítimos aumentou enormemente a capacidade dos Aliados de desembarcar homens e munições, ganhando-lhes uma vantagem decisiva na Frente Ocidental.
Os exércitos subiram o Vale do Ródano e libertaram Saint-Étienne em 2 de setembro, Lyon em 3 de setembro, e Mâcon, Chalon-sur-Saône, Beaune e Autun em 8 de setembro.
Ao incorporar algumas das Forças Francesas do Interior, De Lattre aumentou sua força efetiva de 137 000 homens para quase 400 000. A partir de setembro de 1944, o Exército Francês de Libertação tornou-se um amálgama do Exército de Armistício, das Forças Francesas Livres e das Forças Francesas do Interior. Isso permitiu que o Exército B fosse transformado no 1º Exército Francês, em 25 de setembro de 1944.

### Batalha do Bulge
Após juntar-se à 2ª Divisão Blindada de Philippe Leclerc de Hauteclocque, proveniente da Normandia, e retomar Montbard, Aisey-sur-Seine e Nod-sur-Seine, perto de Dijon em 12 de setembro de 1944, a partir do início de outubro o 1º Exército participou da Batalha dos Vosges com o Sétimo Exército dos EUA, tomou Montbéliard e Héricourt em 17 de novembro, depois Gérardmer. Essas foram as primeiras forças aliadas a chegar ao Reno, em 19 de novembro, e depois libertar Estrasburgo em 23 de novembro, Mulhouse em 24 de novembro e Belfort em 25 de novembro.
A Batalha das Ardenas, entre 16 de dezembro de 1944 e 30 de janeiro de 1945, interrompeu por um breve período o avanço aliado e inicialmente sugeriu que os Aliados teriam que abandonar a Alsácia e Estrasburgo. Esta não era uma opção viável para De Gaulle, especialmente porque Estrasburgo havia sido recentemente libertada. De Lattre esteve sob o comando do 6º Grupo de Exércitos dos EUA do General Jacob L. Devers. Nesse meio tempo, em 31 de dezembro, os alemães contra-atacaram novamente em Sarreguemines, Bitche e Colmar. O 1º Exército francês manteve suas posições defensivas em torno de Estrasburgo, apesar de sofrer grandes perdas. Após um pedido de reforços em 19 de janeiro de 1945, o General Devers colocou quatro divisões norte-americanas do XXI American Corps sob o comando do General De Lattre, fazendo dele o único general francês da Segunda Guerra Mundial a comandar unidades inteiras dos Estados Unidos. O exército de De Lattre participou então, no dia 20 de janeiro, na redução do Saliente de Colmar. A cidade foi libertada em 9 de fevereiro de 1945. O 1º Exército cruzou a Linha Siegfried durante a Batalha do Palatino, em 19 de março de 1945. Em 31 de março de 1945, o exército francês cruzou o Reno em Speyer e Germersheim e avançou pela Floresta Negra até Karlsruhe e Stuttgart, enfrentando pesadas perdas. O exército de De Lattre avançou em Sigmaringen, tomada pelos franceses em 22 de abril, e então Ulm, no Danúbio, em 24 de abril. Suas tropas chegaram até a fronteira suíça, em Basileia. A campanha do Reno e do Danúbio terminou na Áustria, depois que o exército enfrentou o 25º Exército alemão em Bregenz e avançou até Bludenz e Landeck. 
Em 8 de maio de 1945, De Lattre estava em Berlim, no estado-maior geral do marechal soviético Júkov, quando os alemães assinaram sua rendição.

## Pós-guerra

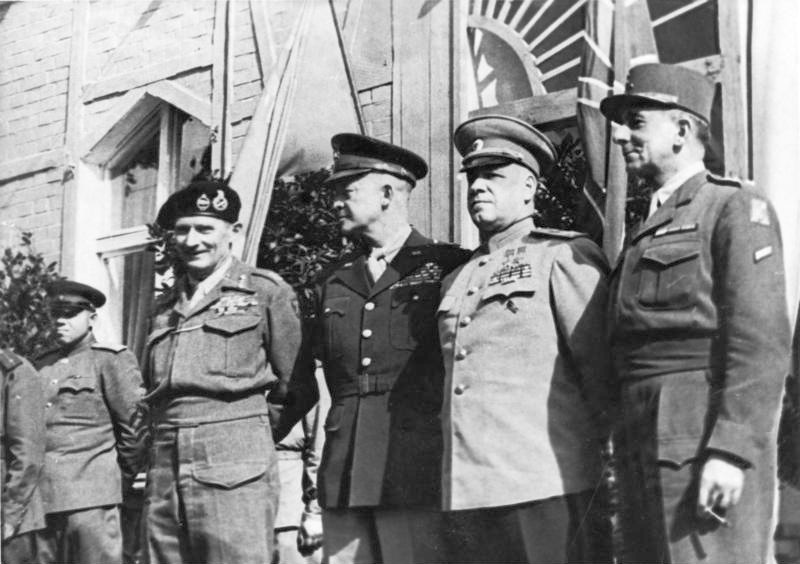
Os Comandantes Supremos em 5 de junho de 1945, em Berlim: Bernard Montgomery, Dwight D. Eisenhower, Gueorgui Jukov e Jean de Lattre de Tassigny.

De 31 de março de 1945 a 27 de maio de 1947, de Lattre foi o comandante-chefe das Forças Francesas na Alemanha. Entre dezembro de 1945 e março de 1947, ele foi Inspetor-Geral do Exército, Chefe do Estado-Maior da Defesa Nacional francesa, vice-presidente do Conselho Supremo de Guerra, e depois como Inspetor Geral das Forças Armadas. De outubro de 1948 a dezembro de 1950, com o marechal de campo Montgomery, ele foi o primeiro comandante-em-chefe das forças terrestres da União Ocidental (Western Union Defence Organization) na Europa Ocidental.
De outubro a novembro de 1947, ele liderou uma missão diplomática e econômica na América do Sul, onde teve numerosas conversações com presidentes e ministros da Argentina, Chile, Uruguai e Brasil, além de membros das comunidades francesas locais.

## Vietnã
De 1950 a setembro de 1951, ele comandou tropas francesas na Indochina Francesa durante a Primeira Guerra da Indochina. Altamente considerado por seus subordinados franceses e seus adversários Viet Minh, ele foi descrito como a "versão gaulesa de MacArthur - bonito, elegante, às vezes charmoso, mas egocêntrico a ponto de megalomania" e "brilhante e vão" e "extravagante". Após a chegada de De Lattre ao Vietnã, o general Việt Minh Vo Giap proclamou que seu exército enfrentaria "um adversário digno de seu aço".
A chegada de De Lattre aumentou significativamente o moral das tropas francesas, e inspirou suas forças a infligir pesadas derrotas ao Việt Minh. Ele ganhou três grandes vitórias em Vĩnh Yen, Mao Khé e Yen Cu Ha, e defendeu com sucesso o norte do país contra o Việt Minh.
Na Batalha de Vĩnh Yên, em janeiro de 1951, ele derrotou duas divisões de Việt Minh sob o comando de Giap, totalizando 20 000 homens. Giap recuou depois de três ferozes dias de combates, que mataram 6 000 e feriram 8 000. De Lattre antecipara os ataques de Giap e reforçara as defesas francesas.
Em março de 1951, na Batalha de Mạo Khê, perto do porto de Haiphong, De Lattre novamente derrotou Giap, que havia subestimado a capacidade do exército de De Lattre de utilizar armas navais e transportar reforços a bordo de embarcações de assalto em estuários e canais profundos.
No entanto, o único filho de De Lattre, Bernard de Lattre de Tassigny, foi morto em ação durante a Batalha de Nam-Định, em maio de 1951. Ele havia obedecido às ordens de seu pai de manter a cidade a todo custo, contra três divisões de Việt Minh. Após três semanas de batalha, a vitória francesa suspendeu a ofensiva de Giap no delta do rio Vermelho.
Em 20 de setembro de 1951, De Lattre falou ao Pentágono, para solicitar ajuda americana, advertindo sobre o perigo da disseminação do comunismo no sudeste da Ásia, caso o norte do Vietnã caísse completamente nas mãos do Viet Minh. No entanto, os Estados Unidos estavam preocupados com a Guerra da Coréia. Os EUA enviaram a De Lattre alguns aviões de transporte, e caminhões e outros equipamentos: uma "contribuição significativa", mas "insuficiente para virar a maré para a França" no Vietnã.

## Morte
Em 1951, a problemas de saúde obrigaram De Lattre de Tassigny a retornar a Paris, onde mais tarde ele morreu de câncer. Após seu retorno à França, seus sucessores, Raoul Salan e Henri Navarre, não tiveram o mesmo sucesso que De Lattre.

## Marechal de França
De Lattre de Tassigny foi elevado à dignidade do marechal de França pelo presidente francês Vincent Auriol, no dia de sua procissão fúnebre, em 15 de janeiro de 1952, na Notre Dame de Paris, na presença de Charles de Gaulle, Dwight David Eisenhower e Bernard Montgomery.
A dignidade do marechal da França não havia sido concedida desde a Primeira Guerra Mundial. Depois de Tassigny, três générals foram elevados a essa dignidade: Alphonse Juin, Philippe Leclerc de Hauteclocque, e Pierre Kœnig.

## Funeral de Estado
De Lattre de Tassigny foi enterrado em um funeral de estado que durou cinco dias, no que a revista Life descreveu como "o maior funeral militar que a França viu desde a morte do marechal Foch em 1929". Seu corpo foi transportado pelas ruas de Paris em uma série de procissões funerárias, e foi velado em quatro locais separados: sua casa, a capela dos Invalides, o Arco do Triunfo e diante de Notre Dame. Seu cortejo fúnebre incluiu ministros, juízes, bispos e líderes militares ocidentais. Os carregadores de caixão incluíam outros generais aliados da Segunda Guerra Mundial, como Bernard Montgomery e Dwight Eisenhower.
A etapa final do funeral foi uma jornada de 400 km até o seu local de nascimento em Mouilleron-en-Pareds, no oeste da França. Lá, seu pai de 97 anos, Roger de Lattre, envelhecido e cego, passou as mãos pelos apetrechos cerimoniais do caixão, que incluiu o bastão de marechal póstumo e o quepe de seu filho. Sua linhagem familiar foi extinta com a morte dele.